# Lithocarpus amygdalifolius
Lithocarpus amygdalifolius là một loài thực vật có hoa trong họ Fagaceae. Loài này được (Skan) Hayata mô tả khoa học đầu tiên năm 1917.